# Santa Sofía
Santa Sofía o Hagia Sophia (del griego: Άγια Σοφία, «Santa Sabiduría»; en latín: Sancta Sophia o Sancta Sapientia; en turco: Ayasofya), oficialmente Gran Mezquita de Santa Sofía (en turco: Ayasofya-i Kebir Cami-i Şerifi), es una antigua basílica cristiana, posteriormente convertida en iglesia ortodoxa, más tarde en mezquita, luego en museo y, desde el 1 de agosto de 2020, nuevamente en una mezquita de la ciudad de Estambul, Turquía.
Desde la fecha de su consagración en el año 537 y hasta 1453 sirvió como la catedral ortodoxa bizantina de rito oriental de Constantinopla, excepto en el paréntesis entre 1204 y 1261 en que fue reconvertida en catedral católica de rito latino, durante el patriarcado latino de Constantinopla del Imperio latino, fundado por los cruzados. Tras la Conquista de Constantinopla por el Imperio otomano, el edificio fue transformado en mezquita, manteniendo esta función desde el 29 de mayo de 1453 hasta 1931, fecha en que fue secularizado. El 1 de febrero de 1935 fue inaugurado como museo. En julio de 2020, Recep Tayyip Erdoğan anunció que a partir del 1 de agosto de 2020 sería transformada de nuevo en mezquita.
A veces llamada Sancta Sophia (como si fuera el nombre de Santa Sofía), sophia es en realidad la transcripción fonética al latín de la palabra griega "sabiduría" —el nombre completo en griego es Ναός τῆς Ἁγίας τοῦ Θεοῦ Σοφίας: «Iglesia de la Santa Sabiduría de Dios»—. 
La iglesia estaba dedicada a la Divina Sabiduría, una imagen tomada del Libro de la Sabiduría del Antiguo Testamento y que hace referencia a la personificación de la sabiduría de Dios o segunda persona de la Santísima Trinidad. Su fiesta se celebra el 25 de diciembre, el aniversario de la encarnación del Verbo o Logos en Cristo.
Famosa por su enorme cúpula, está considerada como el epítome de la arquitectura bizantina, y se dice de ella que «cambió la historia de la arquitectura». Fue la catedral con mayor superficie del mundo durante casi mil años, hasta que se completó la obra de la catedral de Santa María de la Sede (Sevilla) en 1520 (si se excluye la Mezquita-Catedral de Santa María de Córdoba, pues la mayoría de características de esta en 1520 habían sido ideadas como partes de la antigua mezquita, aunque funcionase ya como catedral casi dos siglos antes de las obras del templo hispalense). El edificio actual de Santa Sofía fue reconstruido entre 532 y 537 para ser usado como iglesia, por orden del emperador bizantino Justiniano I, siendo la tercera iglesia de la Santa Sabiduría edificada en ese mismo emplazamiento. El diseño es obra del arquitecto y físico jonio Isidoro de Mileto y del matemático y arquitecto lidio Antemio de Tralles.
La iglesia contiene una gran colección de reliquias de santos, y contó con un iconostasio de plata de 15 metros. Fue la sede del patriarca de Constantinopla y el punto focal religioso de la Iglesia ortodoxa bizantina por casi mil años. En esta iglesia el cardenal Humberto excomulgó a Miguel I Cerulario en 1054; acto que comúnmente se considera como el comienzo del Gran Cisma.
En 1453 Constantinopla fue conquistada por los turcos otomanos bajo las órdenes del sultán Mehmed II, quien posteriormente decidió que el templo se convirtiera en mezquita. Las campanas, el altar, el iconostasio y los vasos de sacrificio fueron retirados, y muchos de los mosaicos fueron enlucidos. Durante el dominio otomano se le añadieron detalles arquitectónicos islámicos, como el mihrab, el minbar y cuatro minaretes. El edificio se mantuvo como mezquita hasta 1931, fecha en que fue cerrado al público por el gobierno de Turquía hasta su reapertura, ya como museo, en 1935. Actualmente, y desde 2020, vuelve a ser una mezquita. Los mosaicos con representaciones humanas ya no son visibles, pues han sido tapados.
Mezquita principal de Estambul durante casi 500 años, Santa Sofía sirvió como modelo para muchas otras mezquitas otomanas, como la mezquita del Sultán Ahmed —también conocida como la mezquita Azul de Estambul—, la mezquita de Sehzade, la mezquita de Solimán, la mezquita Rüstem Pasha y la mezquita Kiliç Ali Pasha.

## Historia

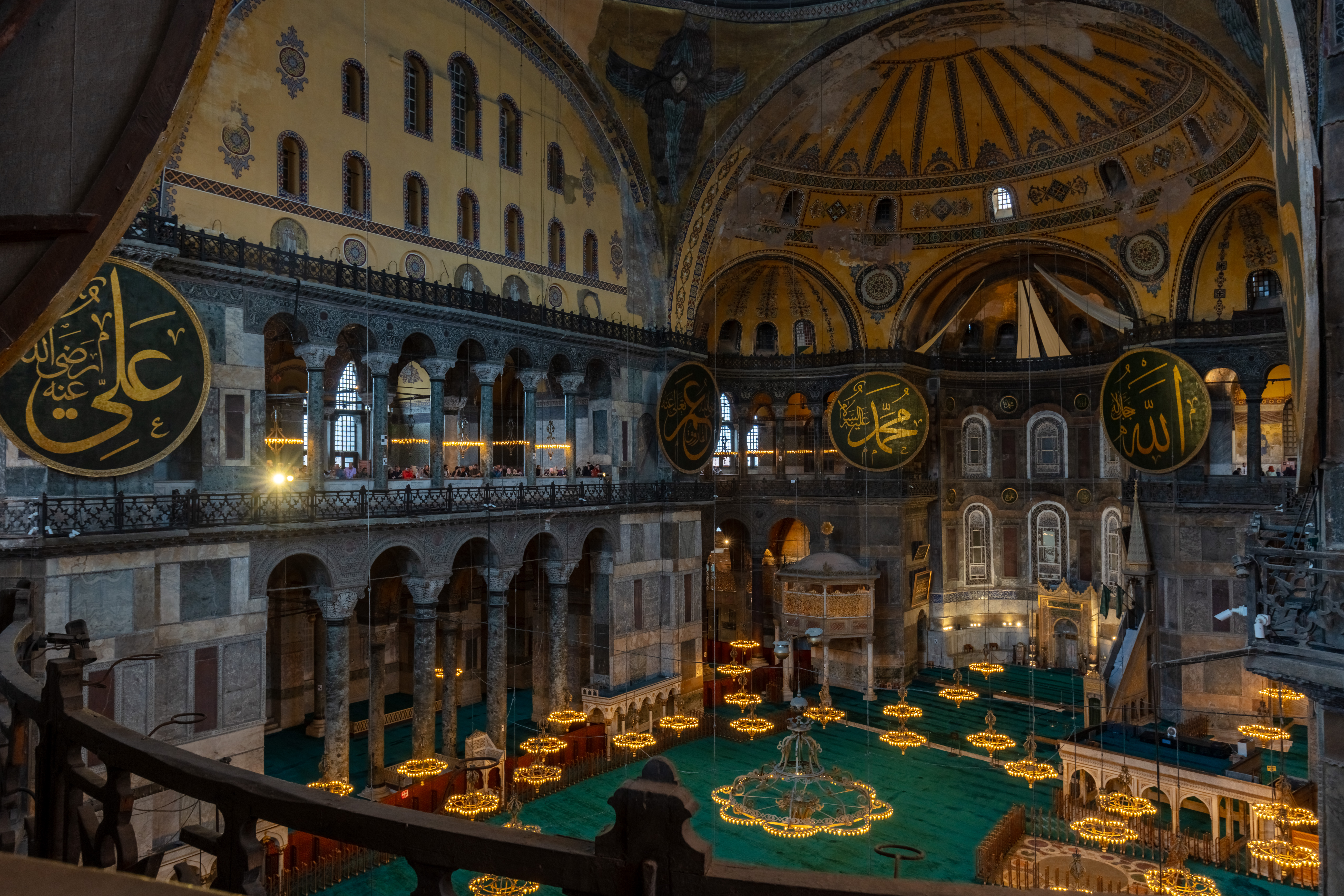
Interior de Santa Sofía con los elementos islámicos bajo las pechinas.

### Primera iglesia
La primera iglesia se conoció como Μεγάλη Ἐκκλησία —Megálē Ekklēsíā, «Iglesia Grande»— o Magna Ecclesia en latín, debido a que sus dimensiones eran mayores que las de las iglesias contemporáneas de la ciudad. Fue inaugurada el 15 de febrero del 360 —durante el reinado de Constancio II— por el obispo arriano Eudosio de Antioquía, fue construida junto a la zona donde se estaba desarrollando el palacio imperial. La cercana iglesia de Santa Irene —«Santa Paz»— fue terminada antes y sirvió como catedral hasta que se terminó la iglesia de Santa Sofía. Ambas fueron conjuntamente las principales iglesias del Imperio bizantino.

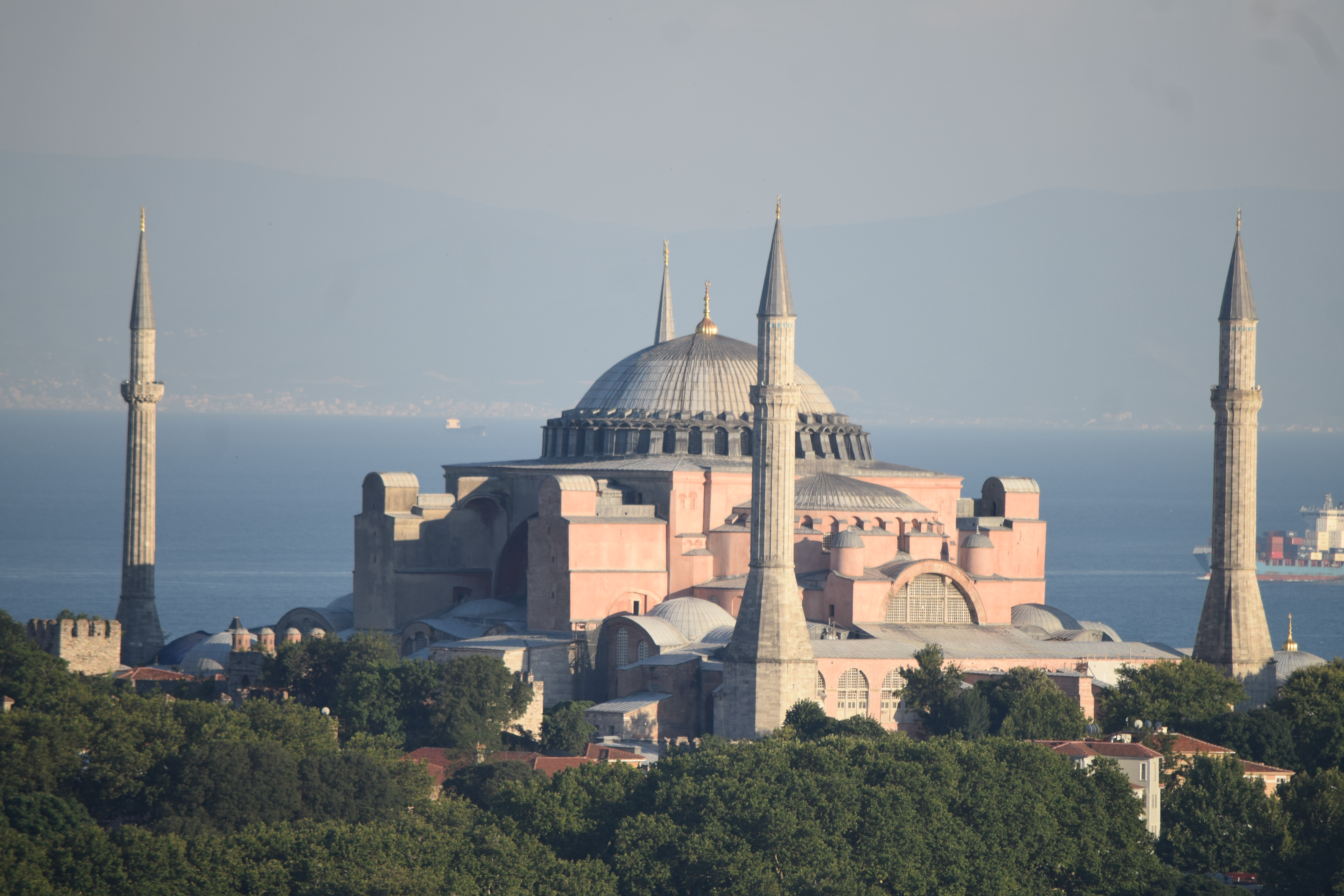
Santa Sofía desde la Torre Gálata

En un escrito de 440, Sócrates de Constantinopla afirmó que la iglesia fue construida por Constancio II, que estaba trabajando en ella en el 346. Una historia posterior al siglo VII o VIII, afirma que el edificio fue construido por Constantino el Grande. Zonaras reconcilió las dos opiniones, afirmando que Constancio reparó el edificio consagrado por Eusebio de Nicomedia después de que este se derrumbara. Dado que Eusebio fue obispo de Constantinopla de 339 a 341 y que la muerte de Constantino ocurrió en 337, parece posible que la primera iglesia fuera erigida por este último. El edificio fue construido como una basílica latina tradicional con columnas, galerías y un techo de madera, y estaba precedida por un atrio. Se afirmaba que era uno de los monumentos más destacados del mundo en esa época.
El Patriarca de Constantinopla, Juan Crisóstomo, entró en conflicto con la emperatriz Elia Eudoxia, esposa del emperador Arcadio, y fue enviado al exilio el 20 de junio de 404. Durante los disturbios que se produjeron tras este hecho, la iglesia fue quemada y derrumbada en gran parte, y en la actualidad no se conserva nada de este primer edificio.

### Segunda iglesia

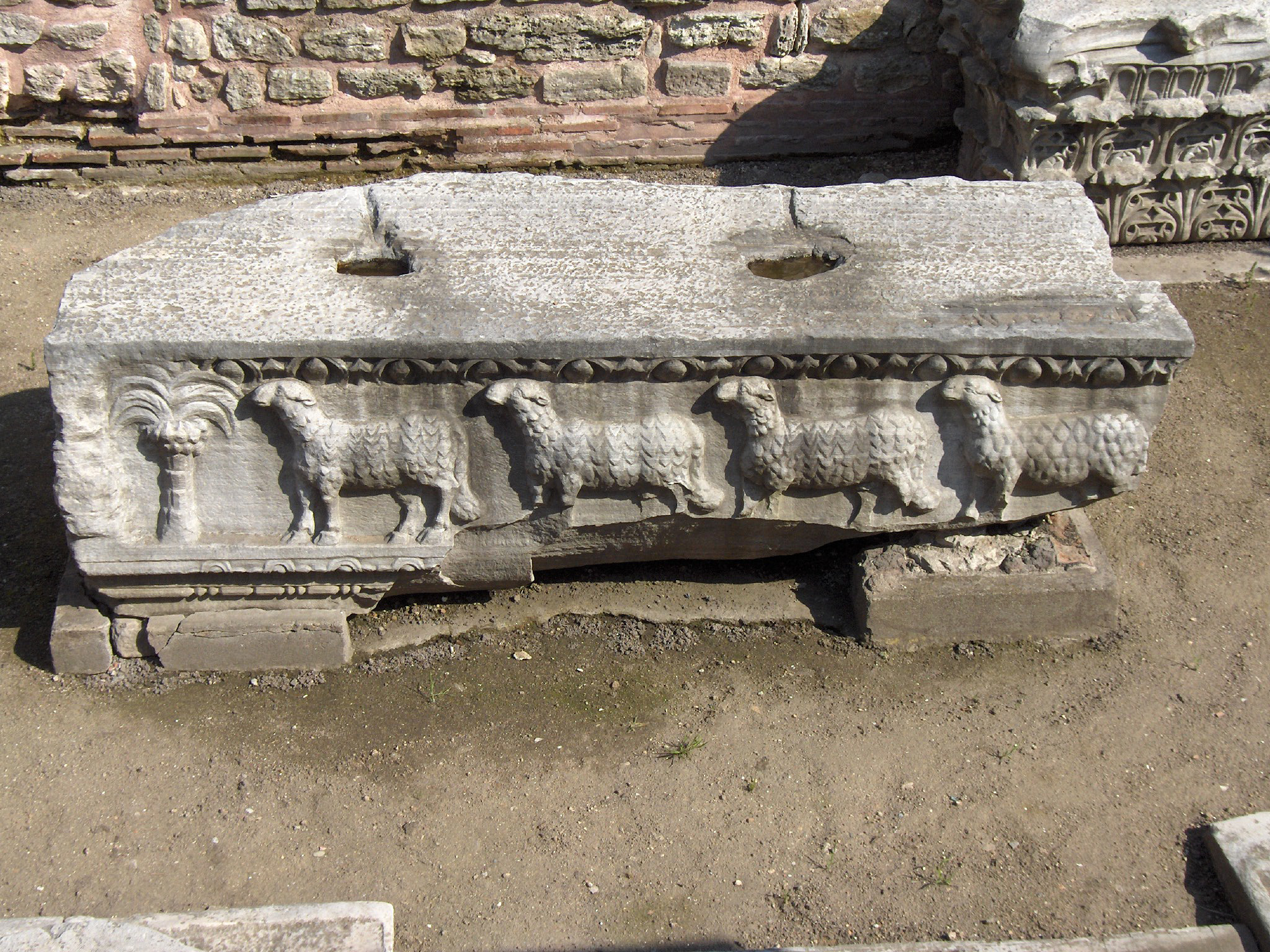
Restos de la basílica cuya construcción fue ordenada por el emperador Teodosio II, donde se muestra el Cordero de Dios.

El emperador Teodosio II ordenó la construcción de una segunda iglesia, que inauguró el 10 de octubre de 415. Esta basílica, con techo de madera, fue construida por el arquitecto Rufinus. Sin embargo, durante los disturbios de Niká se desató un incendio que quemó y derrumbó este segundo edificio, entre el 13 y el 14 de enero de 532.
Aún sobreviven algunos bloques de mármol de esta segunda iglesia. Entre ellos unos relieves que muestran doce corderos, representando a los doce apóstoles, y que originalmente formaban parte de una monumental puerta de entrada. En la actualidad estos bloques se encuentran en una excavación junto a la entrada del museo. Las piezas fueron descubiertas por A. M. Schneider en 1935, bajo el patio oeste, pero posteriormente las excavaciones fueron detenidas por temor a que afectaran a la estabilidad del edificio actual.

### Tercera iglesia (construcción actual)
El 23 de febrero de 532, el emperador Justiniano I decidió construir una tercera basílica completamente diferente, más grande y más majestuosa que sus predecesoras. Justiniano eligió al físico Isidoro de Mileto y al matemático Antemio de Tralles como arquitectos, aunque Antemio murió durante el primer año de la empresa.
El historiador bizantino Procopio de Cesarea describió la construcción del templo en su obra Sobre los edificios —latín: De aedificiis; griego: Peri ktismatōn—. Se emplearon más de diez mil personas para la construcción, y el emperador hizo traer material procedente de todo el imperio, como las columnas helenísticas del Templo de Artemisa en Éfeso, grandes piedras de las canteras de pórfido de Egipto, mármol verde de Tesalia, piedra negra de la región del Bósforo y piedra amarilla de Siria. Esta nueva iglesia fue reconocida por los contemporáneos como una gran obra de arquitectura. El emperador, junto con el patriarca Eutiquio, inauguró con mucha pompa la nueva basílica el 27 de diciembre de 537. Los mosaicos del interior de la iglesia se completaron bajo el reinado del emperador Justino II (565-578). Santa Sofía fue la sede del patriarca ortodoxo de Constantinopla y el escenario principal de las ceremonias imperiales bizantinas, como las coronaciones. La basílica también ofrecía asilo a los malhechores. 

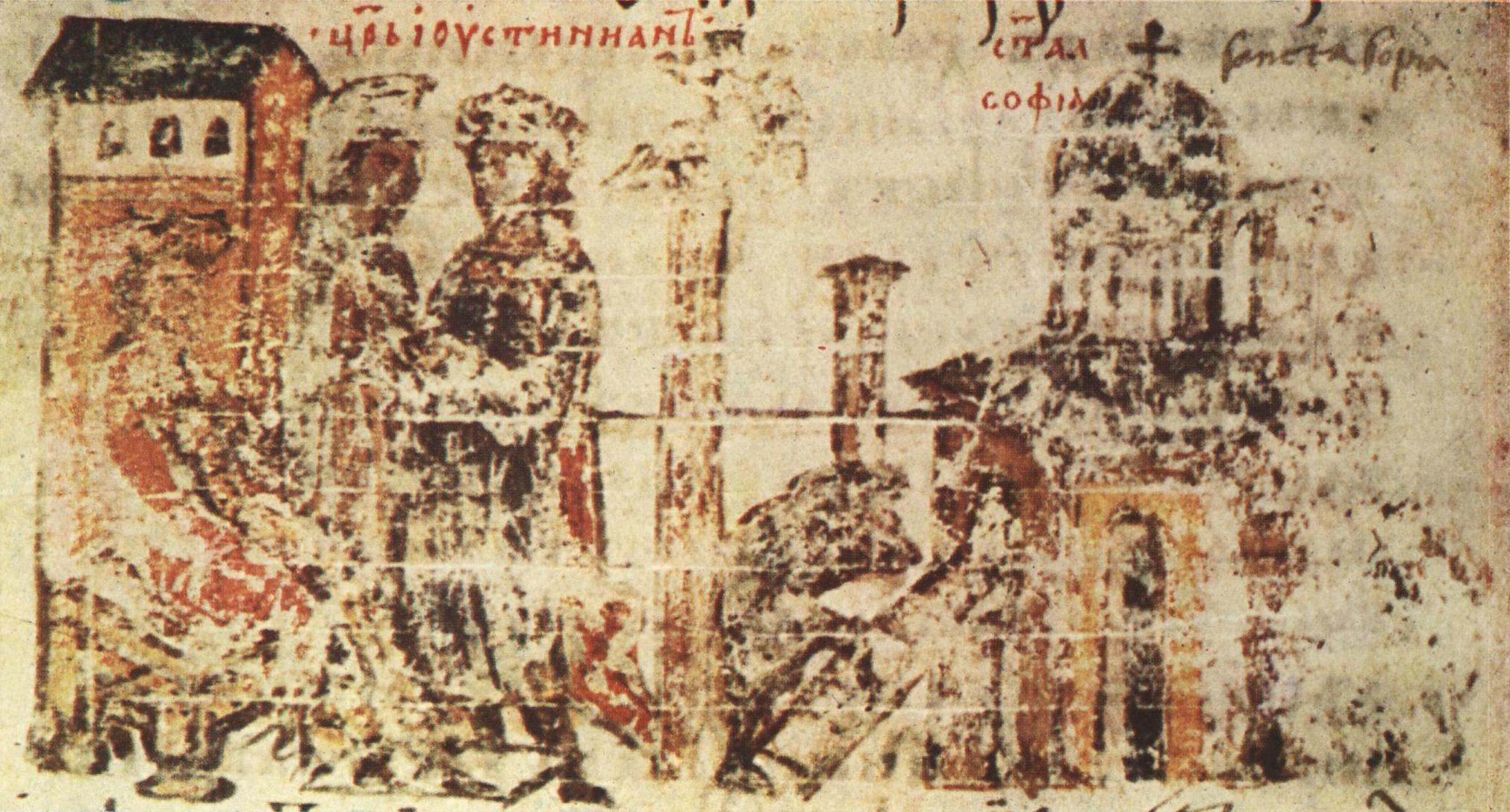
La construcción de Santa Sofía, durante el reinado del emperador Justiniano, miniatura 38 de la Crónica de Constantino Manasés, del.

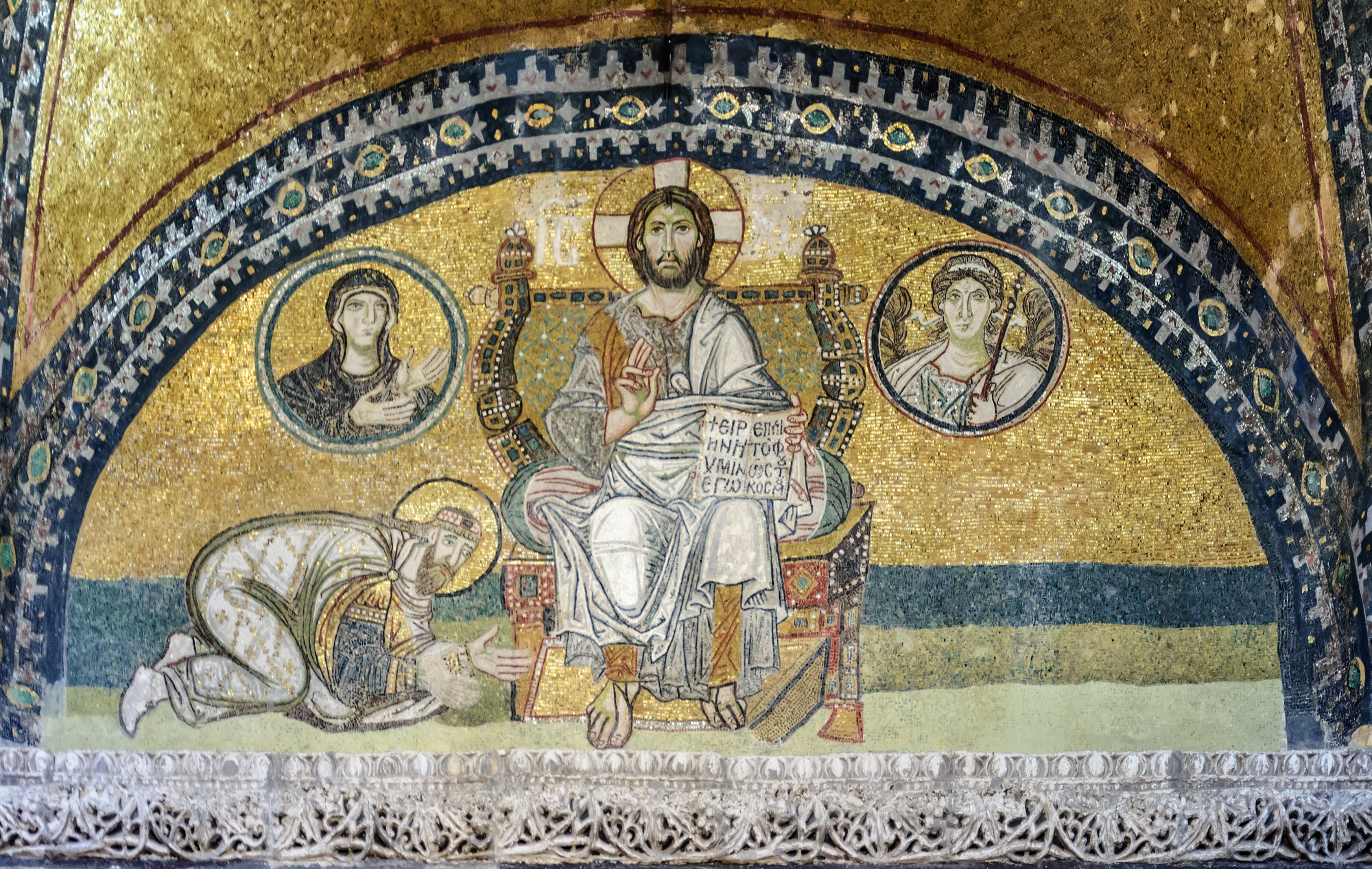
Mosaico de la Puerta del Emperador.

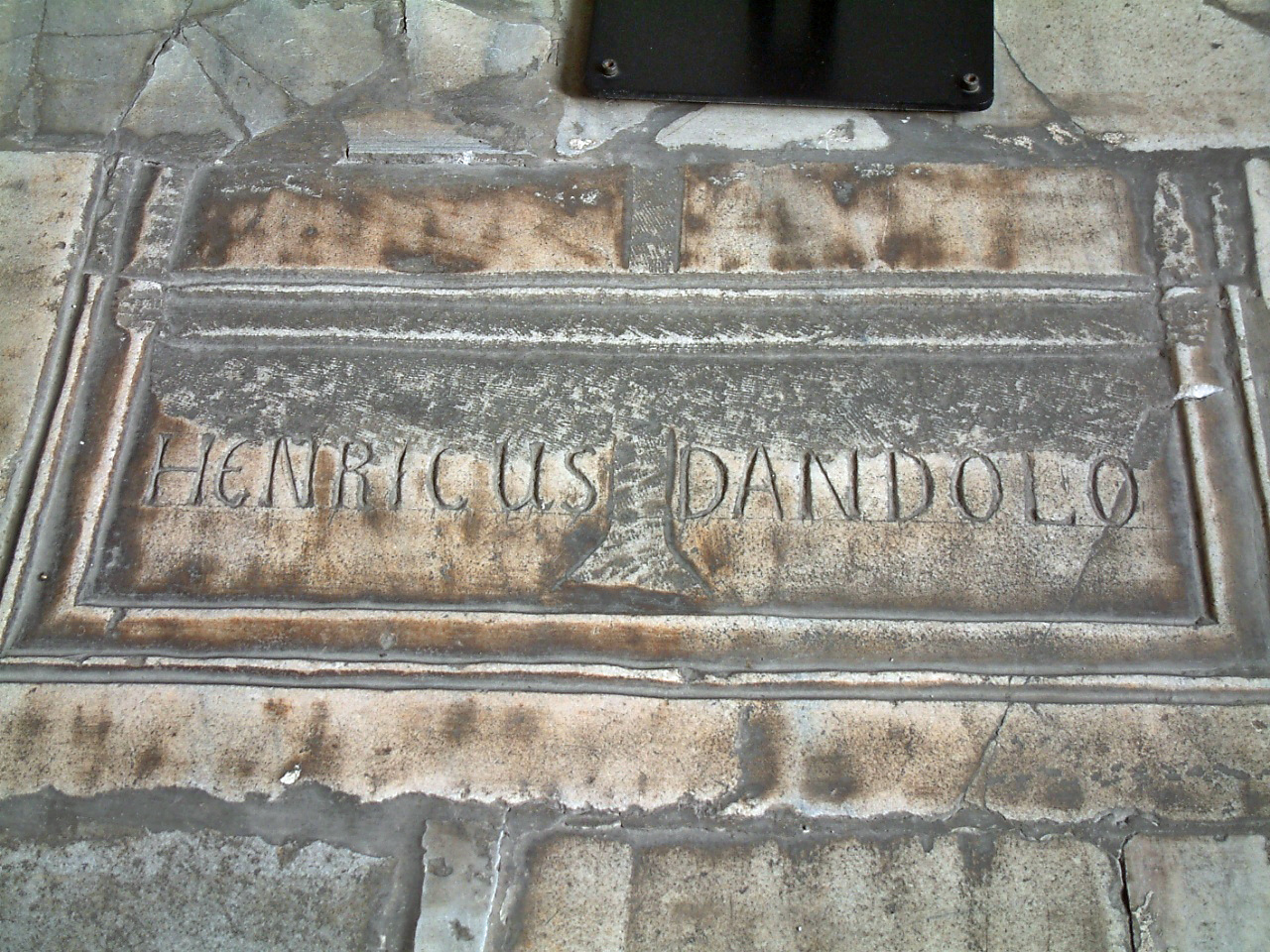
Inscripción de la lápida en Santa Sofía del Dux de Venecia Enrico Dandolo, durante la invasión latina.

Los terremotos de agosto de 553 y del 14 de diciembre de 557 causaron grietas en la cúpula principal y en la media cúpula oriental. La cúpula principal se derrumbó por completo durante un posterior terremoto el 7 de mayo de 558, que también destruyó el ambón, el altar y el copón. El accidente se debió principalmente al exceso de carga de la cúpula y al enorme empuje horizontal que transmitía a los soportes, al tener un diseño demasiado plano. Esto causó la deformación de los pilares que sostenían la cúpula. El emperador ordenó la restauración inmediata, la cual se encomendó a Isidoro el Joven, sobrino de Isidoro de Mileto, que utilizó materiales más ligeros y elevó la cúpula, dando a la construcción su altura interior actual de 55,6 metros. Por otra parte, Isidoro cambió también el tipo de bóveda, erigiendo una cúpula nervada con pechinas, cuyo diámetro se encontraba entre 32,7 y 33,5 metros. Esta reconstrucción, que dio a la iglesia su actual forma característica del siglo VI, se completó en el año 562. El poeta bizantino Pablo Silenciario compuso un poema épico, conocido como Ekphrasis, para la dedicación de la basílica presidida por el patriarca Eutiquio el 23 de diciembre de 562.
En 726, el emperador León el Isáurico publicó una serie de edictos contra la veneración de imágenes y ordenó al ejército destruir todos los iconos —inaugurando el período de la iconoclasia bizantina—. En ese momento, todas las imágenes y estatuas religiosas se retiraron de la iglesia de Santa Sofía. Después de un breve respiro durante el mandato de la emperatriz Irene (797-802), los iconoclastas reaparecieron. El emperador Teófilo (829-842), fuertemente influido por el arte islámico, prohibió las imágenes religiosas e instaló una puerta de bronce de dos hojas con su monograma en la entrada sur de la iglesia.
La basílica volvería a sufrir daños: primero por un gran incendio en el 859, y de nuevo por un terremoto, el 8 de enero de 869, que colapsó media cúpula. El emperador Basilio I ordenó las reparaciones. Un siglo después, el 25 de octubre de 989, un nuevo gran terremoto arruinó la cúpula, y fue el emperador Basilio II quien encargó su reparación al arquitecto armenio Trdat, creador de las grandes iglesias de Ani y Argina. Sus principales reparaciones afectaron al arco occidental y a una parte de la cúpula. La magnitud de los daños requirió seis años de reparación y reconstrucción, hasta que la iglesia fue reabierta el 13 de mayo de 994.
En su libro De caerimoniis aulae Byzantinae, el emperador Constantino VII (913 a 919) escribió un relato detallado de las ceremonias que llevaron a cabo el emperador y el patriarca en la iglesia de Santa Sofía.

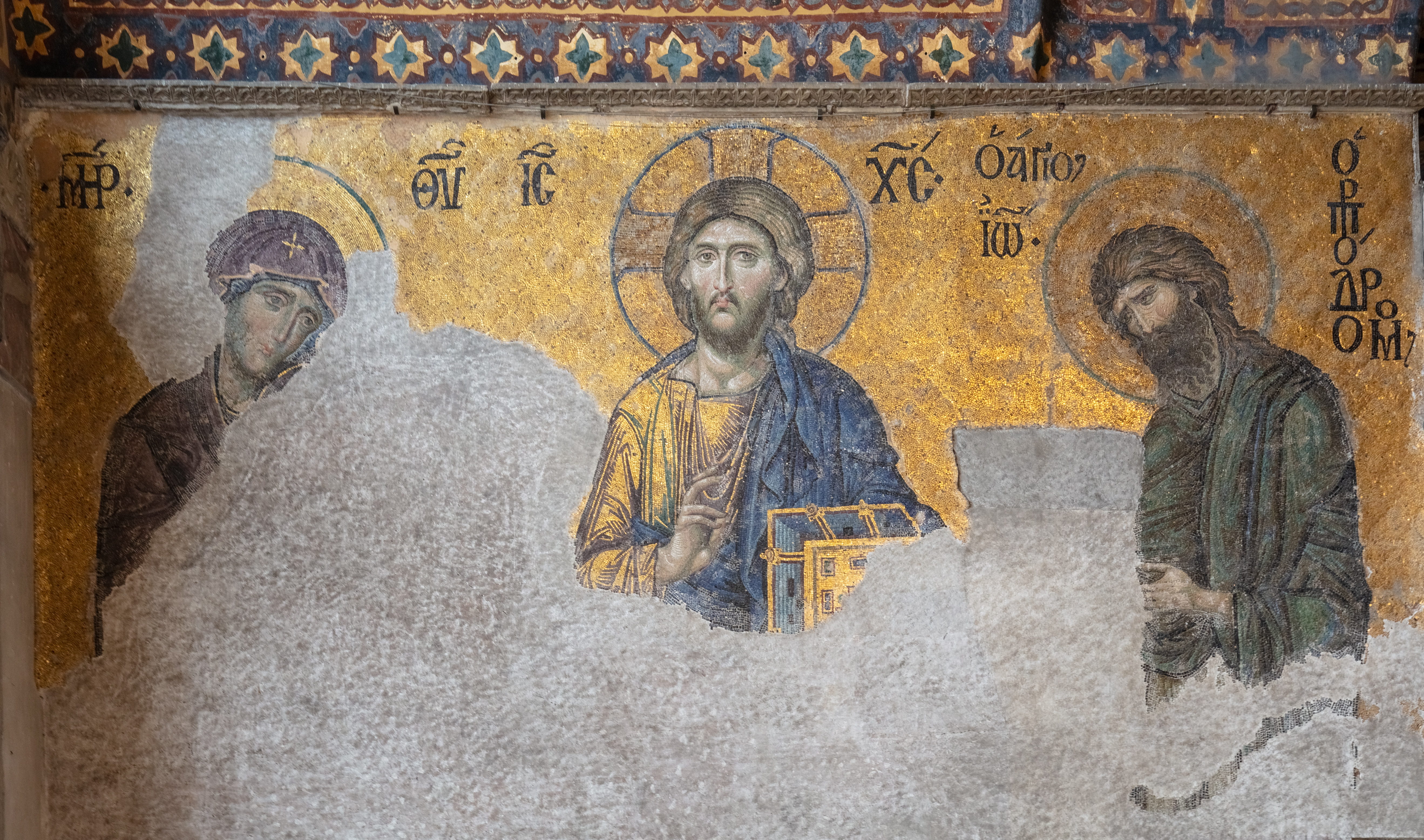
Un mosaico, considerado uno de los más bellos del arte bizantino; se trata de una representación de Cristo Pantocrátor (Χριστός Παντοκράτωρ) y pertenece al mosaico de la Déesis. Circa 1280.

Tras la toma de Constantinopla durante la Cuarta Cruzada la iglesia fue saqueada y profanada por los cristianos latinos. El suceso fue descrito por el historiador bizantino Nicetas Coniata. Muchas reliquias de la iglesia —como una piedra de la tumba de Jesús, la leche de la Virgen María, la mortaja de Jesús y los huesos de varios santos— fueron enviadas a las iglesias de occidente, y actualmente se encuentran en varios museos. Durante la ocupación latina de Constantinopla (1204-1261) la iglesia se convirtió en una catedral católica. En ella fue coronado emperador Balduino I de Constantinopla, en una ceremonia que siguió de cerca las prácticas bizantinas, el 16 de mayo de 1204.

### Mezquita

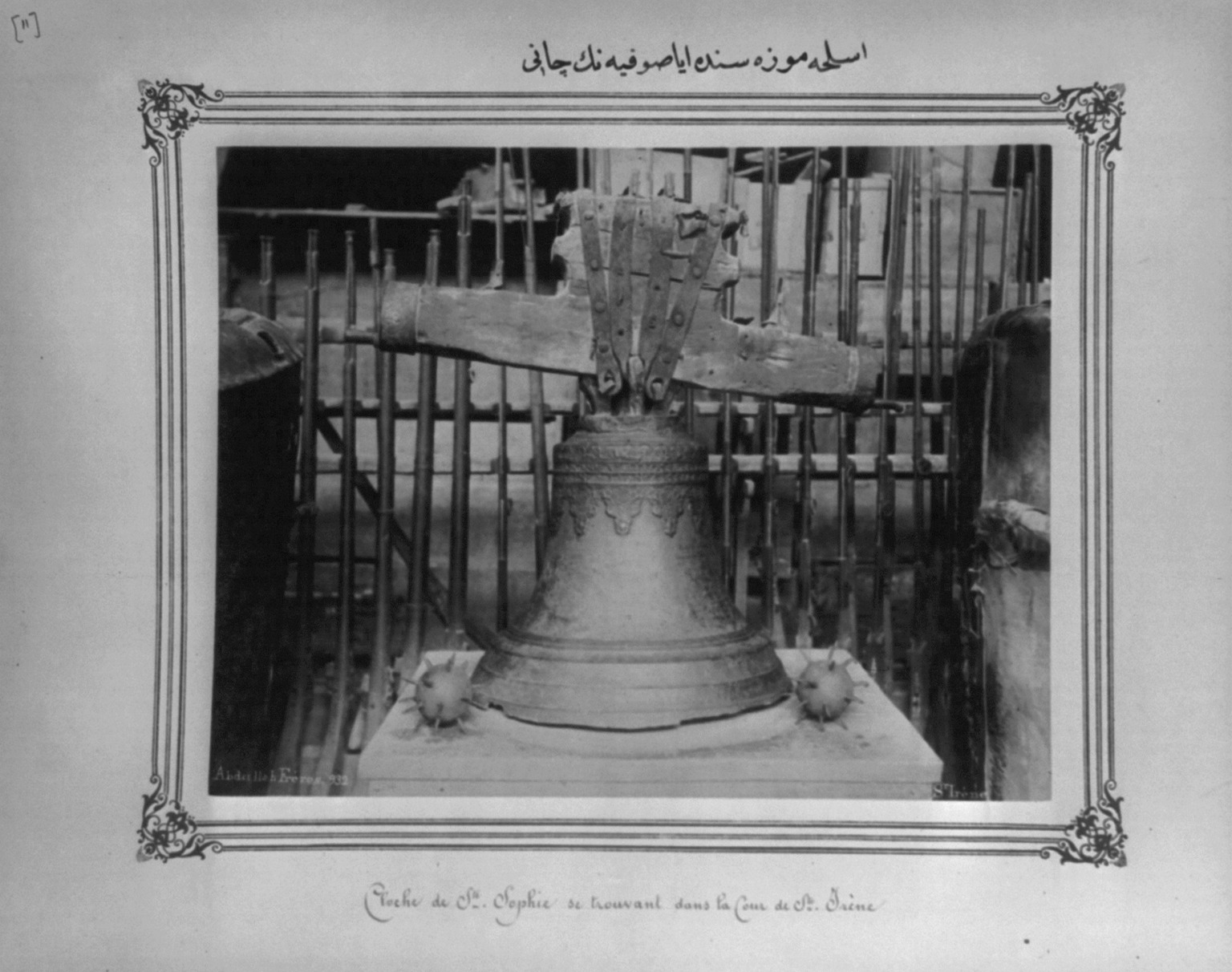
La campana de Santa Sofía expuesta en el Museo de Esliha (armas). (Hermanos Abdullah, 1880-1893).

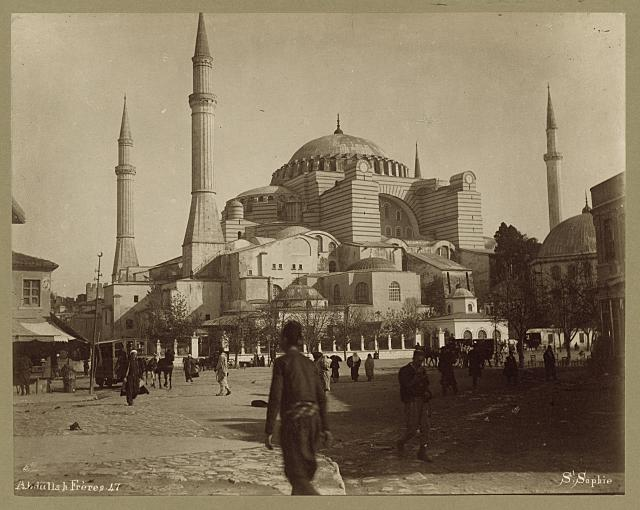
"Ayasofya Camii" (Mezquita de Ayasofya) en tiempos otomanos.

En 1453 el sultán Mehmed puso cerco a Constantinopla, impulsado en parte por un deseo de convertir a la ciudad al islam. El sultán prometió a sus soldados tres días de saqueo ilimitado antes de reclamar los contenidos de la ciudad para sí mismo.
La iglesia de Santa Sofía no estuvo exenta de saqueos, siendo el punto focal de los invasores, quienes pensaban que contendría los tesoros más importantes de la ciudad.
Poco después de que las defensas de la ciudad se derrumbaran, los saqueadores se dirigieron a la iglesia derribando sus puertas. A lo largo del asedio, en la iglesia se estuvo celebrando la santa liturgia y la liturgia de las horas, siendo el templo un refugio para muchos ciudadanos incapaces de contribuir en la defensa de la ciudad. Atrapados en la iglesia, feligreses y refugiados se convirtieron en parte del botín a repartir entre los invasores. El edificio fue profanado y saqueado, y sus ocupantes esclavizados o asesinados; los ancianos y los enfermos fueron asesinados, y el resto encadenados. Los sacerdotes continuaron celebrando los ritos cristianos hasta que fueron detenidos por los invasores. Cuando el sultán entró en la iglesia con su cohorte, insistió en que debía ser transformada en mezquita, tras lo cual uno de los ulemas subió al púlpito y empezó a recitar el shahada.
Inmediatamente después de la conquista de Constantinopla en 1453, Mehmet II convirtió Santa Sofía en la mezquita de Ayasofya. Según lo descrito por varios visitantes occidentales (como el noble cordobés Pero Tafur y el florentino Cristoforo Buondelmonti), la iglesia estaba en un estado ruinoso, con varias de sus puertas fuera, el sultán Mehmed II ordenó la limpieza de la iglesia y su conversión. Asistió a la primera oración del viernes en la mezquita el 1 de junio de 1453. Santa Sofía se convirtió en la primera mezquita imperial de Estambul. Como dotación (Waqf) le fueron asignadas la mayoría de las casas de alrededor y la zona del futuro Palacio de Topkapi. Además, por las cartas imperiales de 1520/926H y 1547/954H se añadieron a lo anterior tiendas y partes del Gran Bazar y de otros mercados.
Antes de 1481 se erigió un pequeño minarete en la esquina suroeste del edificio, por encima de la torre con escalera. Más tarde, el siguiente sultán, Bayaceto II (1481-1512), construyó otro minarete en la esquina noreste. Uno de ellos se derrumbó debido al terremoto de 1509, y hacia mediados del siglo XVI fueron reemplazados por dos minaretes diametralmente opuestos construidos en las esquinas del edificio este y oeste.

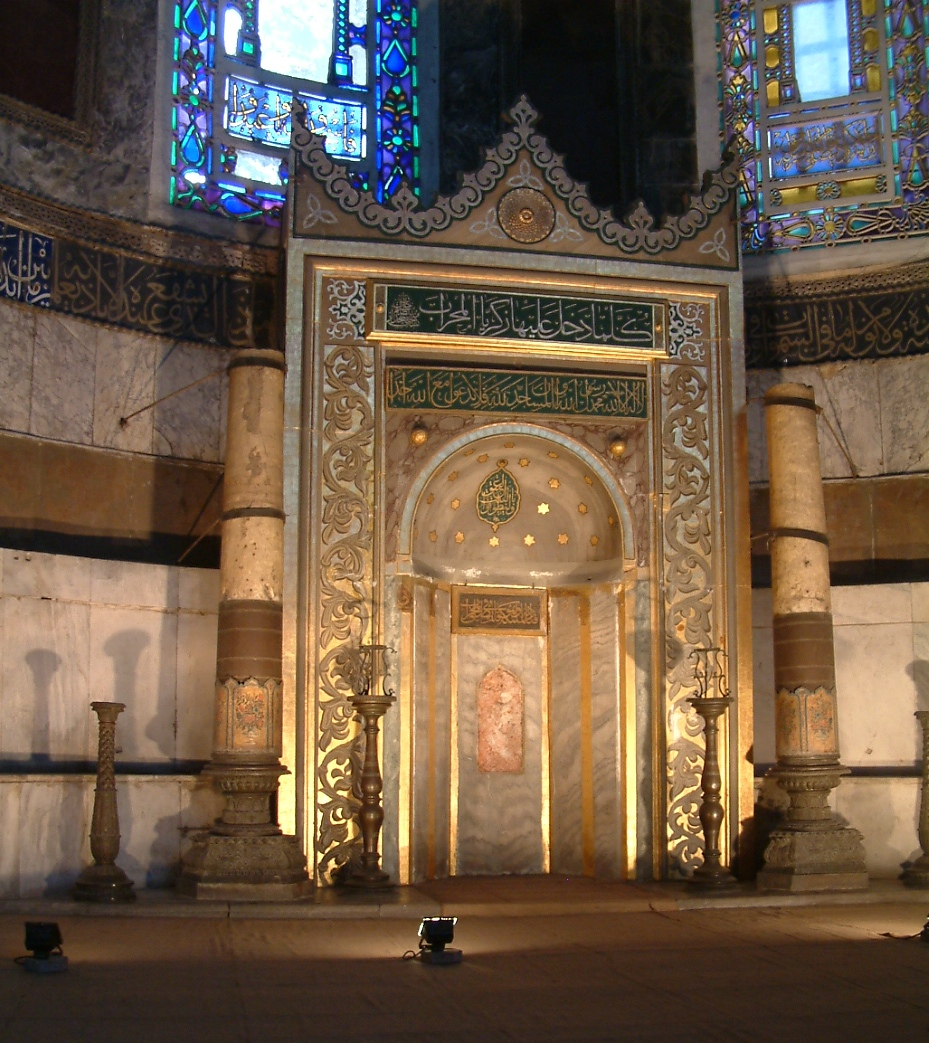
El mihrab.

En el siglo XVI el sultán Solimán el Magnífico (1520-1566) trajo dos colosales candelabros de la conquista de Hungría, que se colocaron a ambos lados del mihrab.
Durante el reinado de Selim II (1566-1577), el edificio comenzó a mostrar signos de fatiga y fue muy reforzado con la adición de contrafuertes exteriores, por el gran arquitecto otomano Mimar Sinan, considerado uno de los primeros ingenieros en incluir refuerzos antisísmicos. Además de reforzar la histórica estructura bizantina, Sinan construyó los dos grandes minaretes adicionales en el extremo oeste del edificio, el original palco del sultán, y el Turbe (mausoleo) de Selim II en el sureste del edificio en 1576-7/984 H. Con el fin de hacer que, un año antes que las partes del patriarcado en la esquina sur del edificio fueron derribadas. Por otra parte, una media luna de oro se montó en la parte superior de la cúpula, mientras que se creaba una zona de respeto de 35 arşin (alrededor de 24 metros) de ancho, alrededor del edificio, derribando todas las casas que se habían construido en el entorno. Más tarde su Turbe acogió también 43 tumbas de los príncipes otomanos. En 1594/1004H, Mimar (arquitecto de la corte) Davud Ağa construyó la Turbe de Murad III (1574-1595), donde el sultán y su favorita, Safiye Sultán fueron enterrados más tarde. El mausoleo octogonal de su hijo Mehmed III (1595-1603) y su favorita se construyó al lado de él en 1608/1017 H por el arquitecto real Dalgiç Mehmet Aĝa. Su hijo Mustafa I (1617-1618; 1622-1623) convierte el baptisterio en su Turbe.

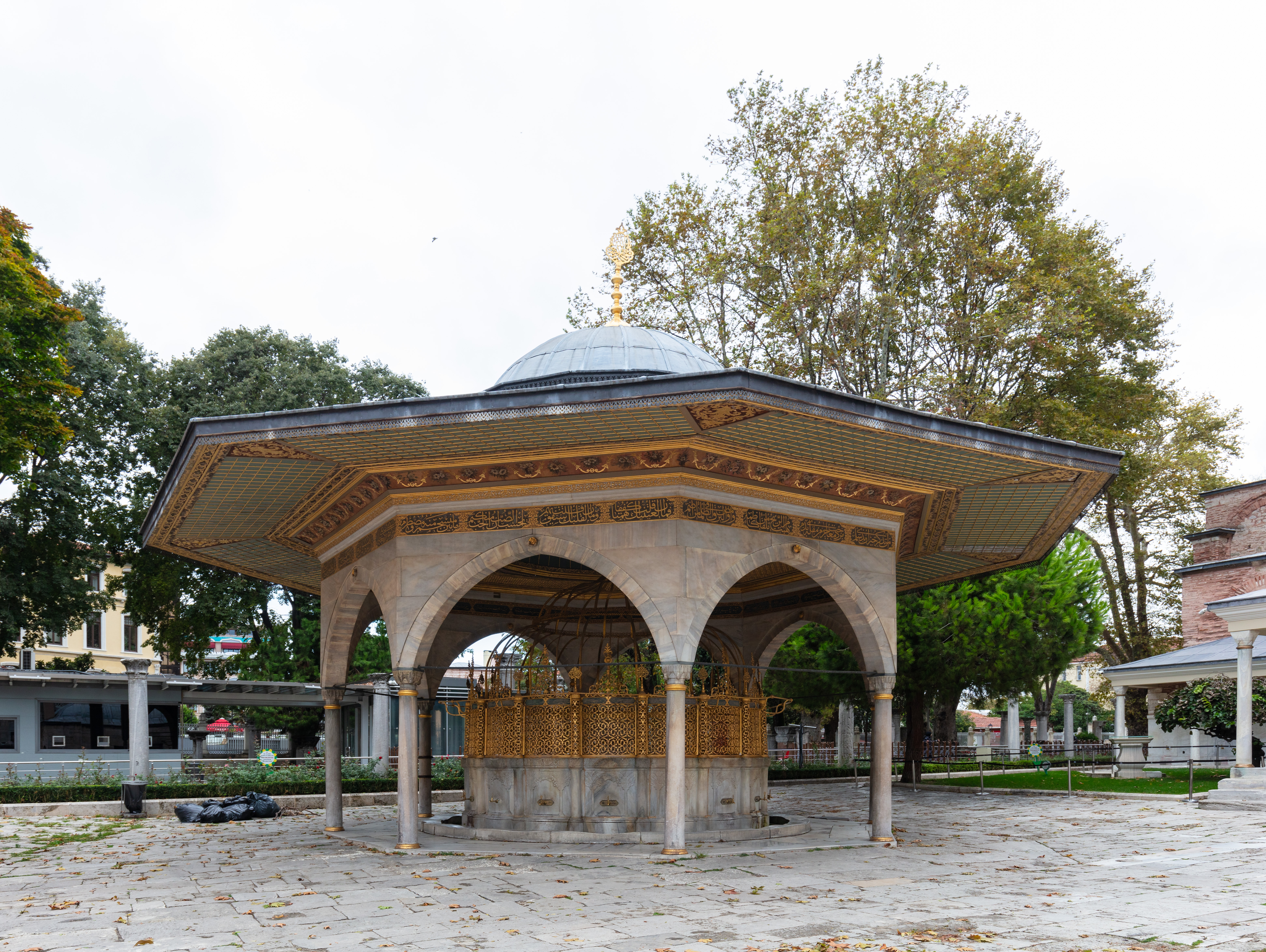
Fuente (Şadırvan) para rituales de purificación

Más recientemente se añadieron nuevos elementos, como el minbar (especie de púlpito) decorado con mármoles, y una logia para el almuédano. El sultán Murad III (1574-1595) puso a ambos lados de la ave sendas urnas helenísticas de alabastro, traídas desde Pérgamo. El sultán Mahmud I ordenó la restauración del edificio en 1739 y añadió una madrasa (escuela coránica, actualmente biblioteca del museo), una cocina para dar sopa a los pobres, una biblioteca y, en 1740, una fuente de abluciones rituales (Şadirvan), transformando así el edificio en un külliye, es decir, un vasto complejo social. A la vez se construyeron una nueva galería para el sultán y un nuevo mihrab. 

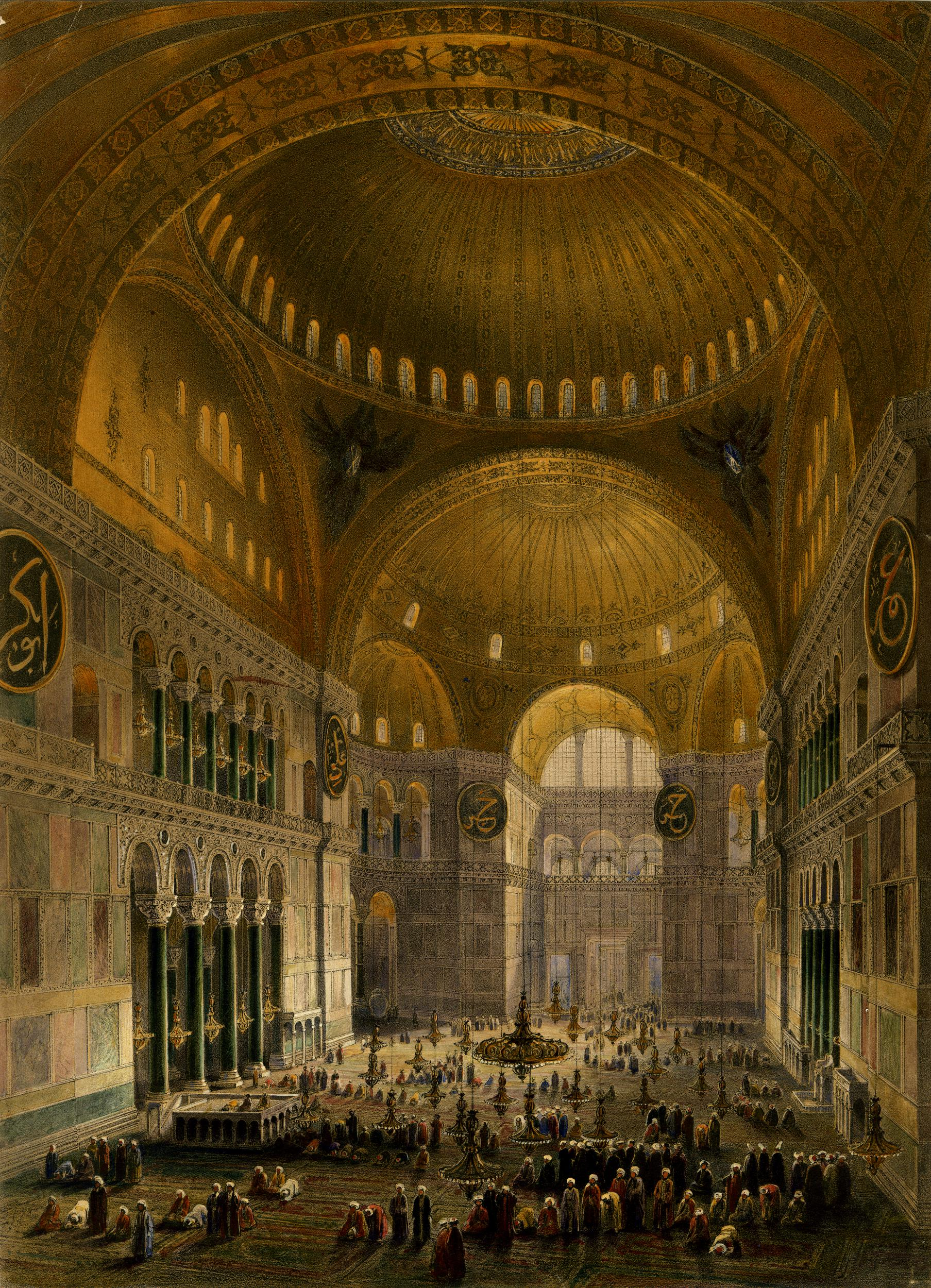
Interior de Santa Sofía (1852)

La más conocida de las restauraciones de Santa Sofía fue la que se hizo entre 1847 y 1849 por el sultán Abdülmecid, hecha por más 800 obreros dirigidos por dos arquitectos italo-suizos, los hermanos Gaspare y Giuseppe Fossati. Los trabajos consistieron en la consolidación de la cúpula y de las bóvedas, la recuperación de las columnas y la revisión de la decoración interior y exterior. Se limpiaron los mosaicos de la galería. Las viejas lámparas se remplazaron por otras nuevas, más accesibles. Los Fossati añadieron un minbar y se adosaron a los cuatro pilares centrales unos paneles de 7,5 metros de diámetro, con los nombres de Alá, del profeta del islam Mahoma y de los cuatro primeros califas Abu Bakr, Omar, Uthman y Ali, así como  los dos nietos de Mahoma: Hasan y Husáin, por el calígrafo Kazasker Mustafa Izzet Efendi (1801-1877). En 1850, los Fossati construyeron una nueva galería para el sultán en estilo neobizantino, unida al pabellón real sito tras la mezquita. Fuera del edificio se construyeron un nuevo edificio para el guardián del tiempo y una nueva madrasa. Se modificaron los minaretes para igualar su altura. Acabada la restauración, se reabrió la mezquita con fastuosas ceremonias el 13 de julio de 1849.

### Museo
En 1931, durante el mandato de Mustafa Kemal Atatürk, la mezquita se cierra al público, y se abre nuevamente en 1935, pero esta vez como museo.
Aunque desde entonces y hasta 2020 el uso del complejo como lugar de culto (mezquita o iglesia) estaba estrictamente prohibido, en 2006 el gobierno turco permitió la asignación de una pequeña habitación en el complejo del templo para ser utilizada como sala de oración para musulmanes y cristianos. Desde 2013, el almuedano canta la llamada a la oración dos veces al día por la tarde desde los minaretes de Santa Sofía.

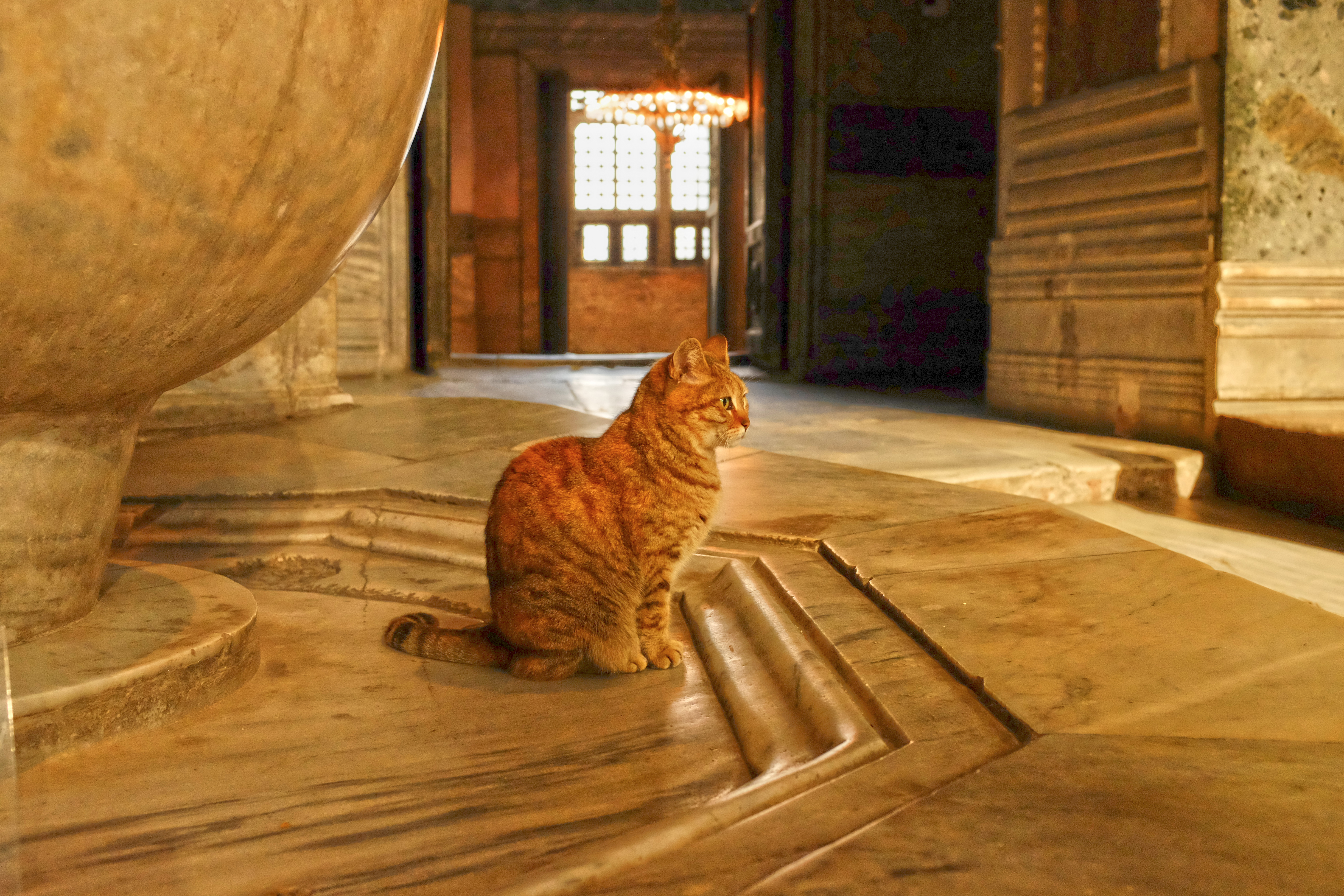
Gli, gata de Santa Sofía en 2014.

Desde su conversión en museo, ha habido peticiones para reconvertir Santa Sofía tanto en iglesia como en mezquita. En 2007, el político griego-estadounidense Chris Spirou creó una organización internacional llamada Free Agia Sophia Council que defiende la causa de restaurar el edificio a su función original como iglesia cristiana. Por su parte, el 13 de mayo de 2017, un gran grupo de personas organizado por la Asociación de Jóvenes de Anatolia (AGD) se reunieron frente a Santa Sofía y rezaron la oración de la mañana con un llamado a la reconversión del museo en mezquita. El 21 de junio de 2017, la Presidencia de Asuntos Religiosos (Diyanet) organizó un programa especial, que incluía la recitación del Corán y oraciones en Hagia Sofia, para conmemorar el Laylat al-Qadr, el programa fue transmitido en vivo por la televisión estatal TRT.
El 1 de julio de 2016, las oraciones musulmanas se celebraron de nuevo en Santa Sofía por primera vez en 85 años.
El 31 de marzo de 2018, el presidente turco Recep Tayyip Erdoğan recitó el primer verso del Corán en Santa Sofía, dedicando la oración a las almas de todos los que nos dejaron esta obra como herencia, especialmente el conquistador de Estambul, fortaleciendo el movimiento político para hacer de Santa Sofía una mezquita de nuevo, lo que revertiría la medida de Atatürk de dedicarla a museo secular.
En marzo de 2019, Erdoğan anunció que cambiará el estatus de Santa Sofía de un museo a una mezquita, y agregó que fue "un gran error" convertirlo en un museo.
El 29 de mayo de 2020, el Gobierno de Turquía celebró el 567 aniversario de la conquista otomana de Estambul con una oración islámica en Santa Sofía. Durante el evento se leyeron pasajes del Corán. Grecia condenó esta acción, mientras que Turquía en respuesta acusó a Grecia de hacer declaraciones inútiles e ineficaces. En junio, el jefe de la Dirección de Asuntos Religiosos de Turquía (Diyanet) dijo que estaríamos muy contentos de abrir Santa Sofía para la adoración" y si esto sucede "proporcionaremos nuestros servicios religiosos como lo hacemos en todas nuestras mezquitas".

### Reconversión en mezquita (2020)

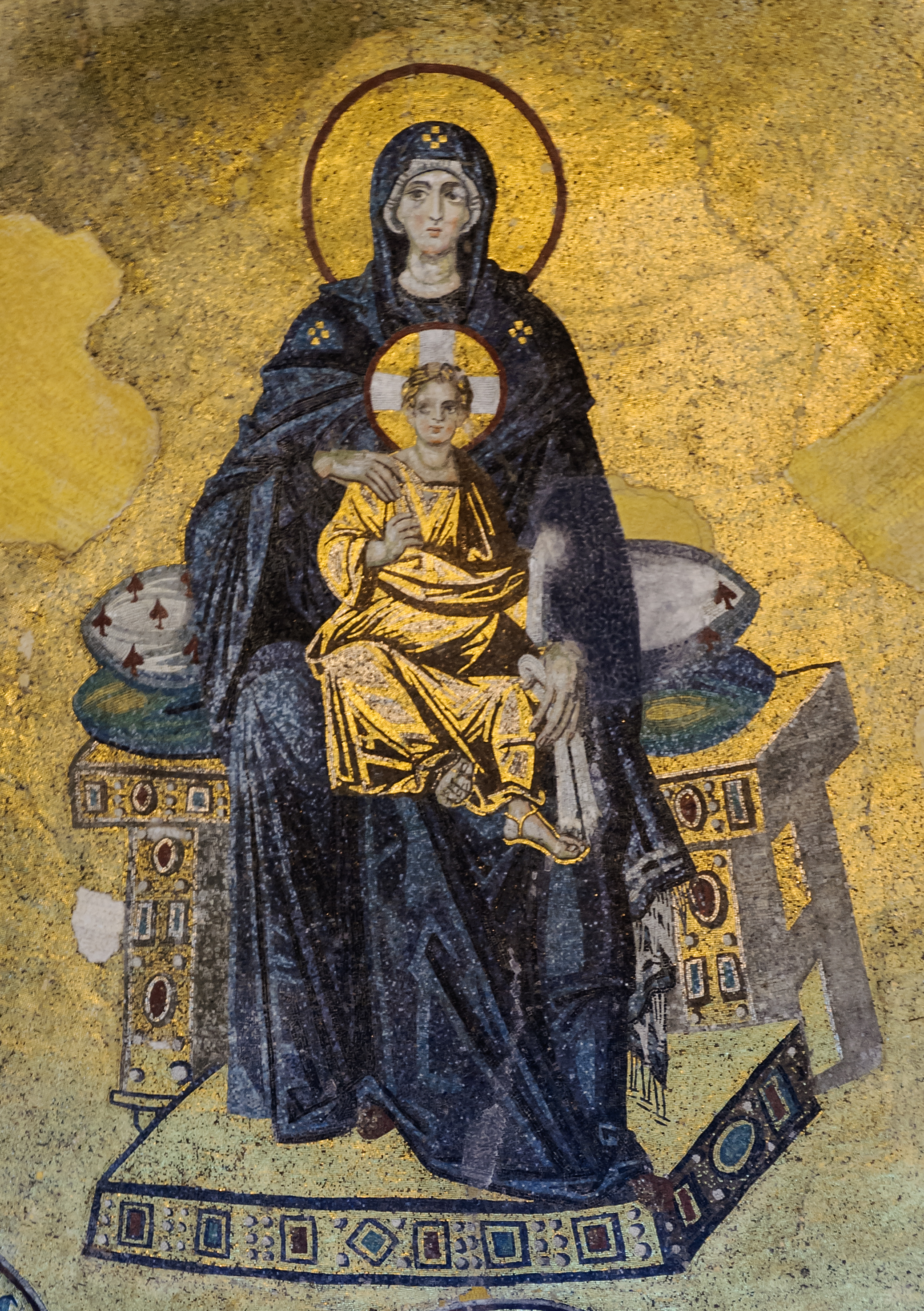
Mosaico bizantino que representa a la Virgen María y el Niño Jesús del que se encuentra en el ábside del templo. Desde su reconversión en mezquita en julio de 2020, este mosaico es cubierto con cortinajes durante las oraciones musulmanas, y descubierto durante las visitas de los turistas.

El 10 de julio de 2020, el Consejo de Estado aprobó la decisión del Consejo de Ministros de transformar la iglesia de Santa Sofía de nuevo en mezquita. Y, a pesar de las críticas seculares y globales, Erdogan firmó un decreto que anula el estado de museo de Santa Sofía para su conversión en una mezquita. El llamado a la oración fue transmitido desde los minaretes poco después del anuncio del cambio y retransmitido por las principales redes de noticias turcas. Los canales de redes sociales del Museo Hagia Sophia fueron retirados el mismo día, y Erdoğan anunció en una conferencia de prensa que las oraciones se realizarían allí a partir del 24 de julio. Un portavoz presidencial dijo que se convertiría en una mezquita en funcionamiento, abierta a cualquiera similar a la Basílica del Sagrado Corazón y la Catedral de Notre Dame de París. El portavoz también dijo que el cambio no afectaría el estado de Hagia Sophia como sitio Patrimonio Mundial de la UNESCO, y que los íconos cristianos dentro de ella continuarían protegidos.
Grecia denunció la conversión y la consideró una violación del título de Patrimonio Mundial de la UNESCO. El Patriarca Cirilo I de Moscú, líder de la Iglesia ortodoxa rusa denunció la conversión del edificio en una mezquita como una "amenaza para toda la civilización cristiana". Morgan Ortagus, portavoz del Departamento de Estado de los Estados Unidos, señaló que "estamos decepcionados por la decisión del Gobierno de Turquía de cambiar el estado de Hagia Sophia".
El 10 de julio de 2020, el Consejo de Estado de Turquía aprobó una decisión que decreta que Santa Sofía se use solo como una mezquita y "para ningún otro propósito".
La UNESCO anunció que "lamenta profundamente" la conversión, "realizada sin debate previo", y pidió a Turquía que "abriera un diálogo sin demora", declarando que la falta de negociación era "lamentable". Orhan Pamuk, famoso novelista turco, denunció públicamente la medida.
Por su parte el papa Francisco aseguró estar "muy dolido" por la reconversión de Santa Sofía en mezquita.
Fuentes turcas dijeron que los íconos y mosaicos cristianos del edificio serán preservados, pero estarán cubiertos con tecnología de luz, cortinas y alfombras durante las oraciones islámicas.
Ibrahim Kalin, portavoz gubernamental del gobierno de Erdogan refirió que los mosaicos de la Virgen María con el Niño Jesús y del Arcángel Gabriel que se encuentran en el ábside del templo y que casualmente están orientados hacia La Meca, serían tapados durante las oraciones musulmanas. También especificó que los otros mosaicos de Jesús y otras figuras bíblicas destacadas no serían cubiertas porque no están localizadas en dirección a La Meca. Tras las oraciones, el recinto volverá a abrirse al público y los mosaicos serían descubiertos.
Finalmente, el 24 de julio de 2020, el templo abrió al público como mezquita en una ceremonia de rezo del viernes en presencia del presidente Recep Tayyip Erdoğan y otros líderes musulmanes de países vecinos. Una gran alfombra azul turquesa elegida por Erdogan fue colocada en el piso del templo y los mosaicos cristianos fueron ocultados con cortinas durante la plegaria.
Desde entonces, los visitantes no musulmanes no pueden acceder a la zona de plegaria, y las visitas se realizan en la planta superior.

## Arquitectura

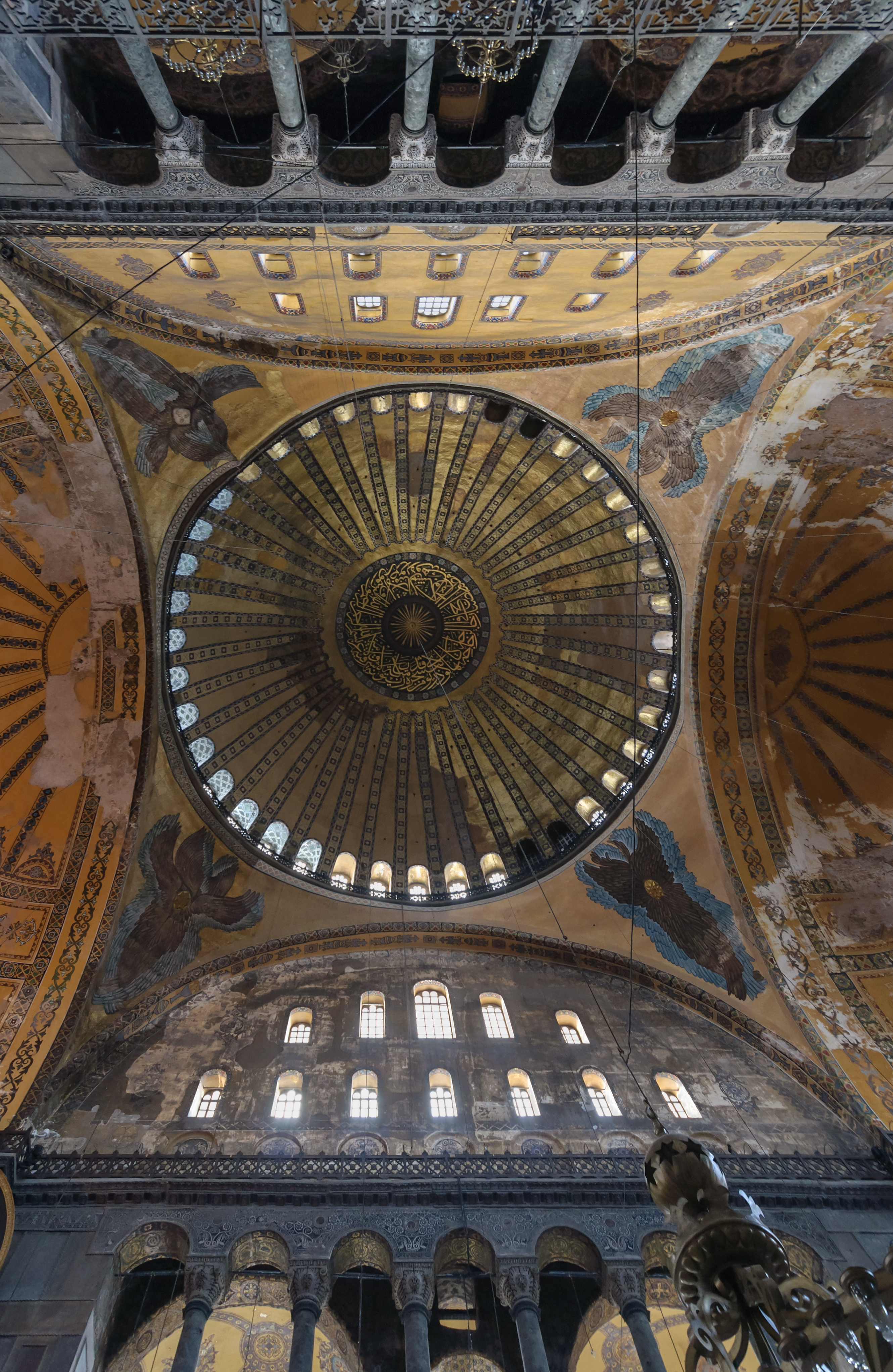
Vista interior de la cúpula.

Sus arquitectos, Antemio de Tralles e Isidoro de Mileto, cubrieron el edificio, de planta casi cuadrada, con una cúpula central sobre pechinas. Ésta reposa sobre cuatro arcos, sostenidos a su vez por cuatro pilares. Dos semicúpulas hacen de contrafuerte de la cúpula central y los muros abiertos están asegurados por contrafuertes. Posee además unos bellos mosaicos bizantinos. La construcción definitiva se llevó a cabo sobre la primitiva basílica de Constantino entre el 532 y el 537, durante el reinado de Justiniano, en el periodo conocido como "Primera Edad de Oro". Sus arquitectos hicieron un diseño sin precedentes, tomando elementos conocidos (planta basilical y rotonda), pero que se unen en una estructura nueva.
En palabras de Agatías, los diseñadores (Artemio de Tralles era matemático, Isidoro de Mileto arquitecto) trataron de «aplicar la geometría a la materia sólida». Justiniano, según su cronista oficial Procopio de Cesarea, al ver Santa Sofía terminada exclamó: «Salomón, te he vencido».
Su arquitectura es eminentemente espacial, aunque el efecto exterior ha sido significativamente modificado por los otomanos, que lo enriquecieron con minaretes, espolones y grandes contrafuertes. La idea del edificio fue el que la gran cúpula que se iba a construir se sostuviera merced a cuatro arcos reforzados, mediante contrafuertes y semicúpulas que desviaran los empujes. Los tímpanos de los cinco arcos principales reflejan cómo se llevó el cuerpo de San Marcos a la basílica.
La planta es un rectángulo de 77 x 71 metros. La cúpula con forma de media naranja, de 56,6 metros de altura y 31,87 de diámetro, se apoya sin tambor en cuatro pechinas y está reforzada por cuarenta nervios entre los que se practican otros tantos huecos de ventana, dando la sensación según Procopio de estar «suspendida del cielo por una cadena de oro». Por fuera, la masa de la gran iglesia se eleva no sin cierta armonía, pero sin demasiada gracia.[cita requerida] La cúpula imponía una centralización bastante ajena a las basílicas del pasado, pero gracias a las pechinas y la traslación de los esfuerzos a las naves laterales, así como un refinado uso de la luz, «no parece descansar en base sólida». Posteriormente se construyó enfrente la Mezquita Azul.